# Billardtuch

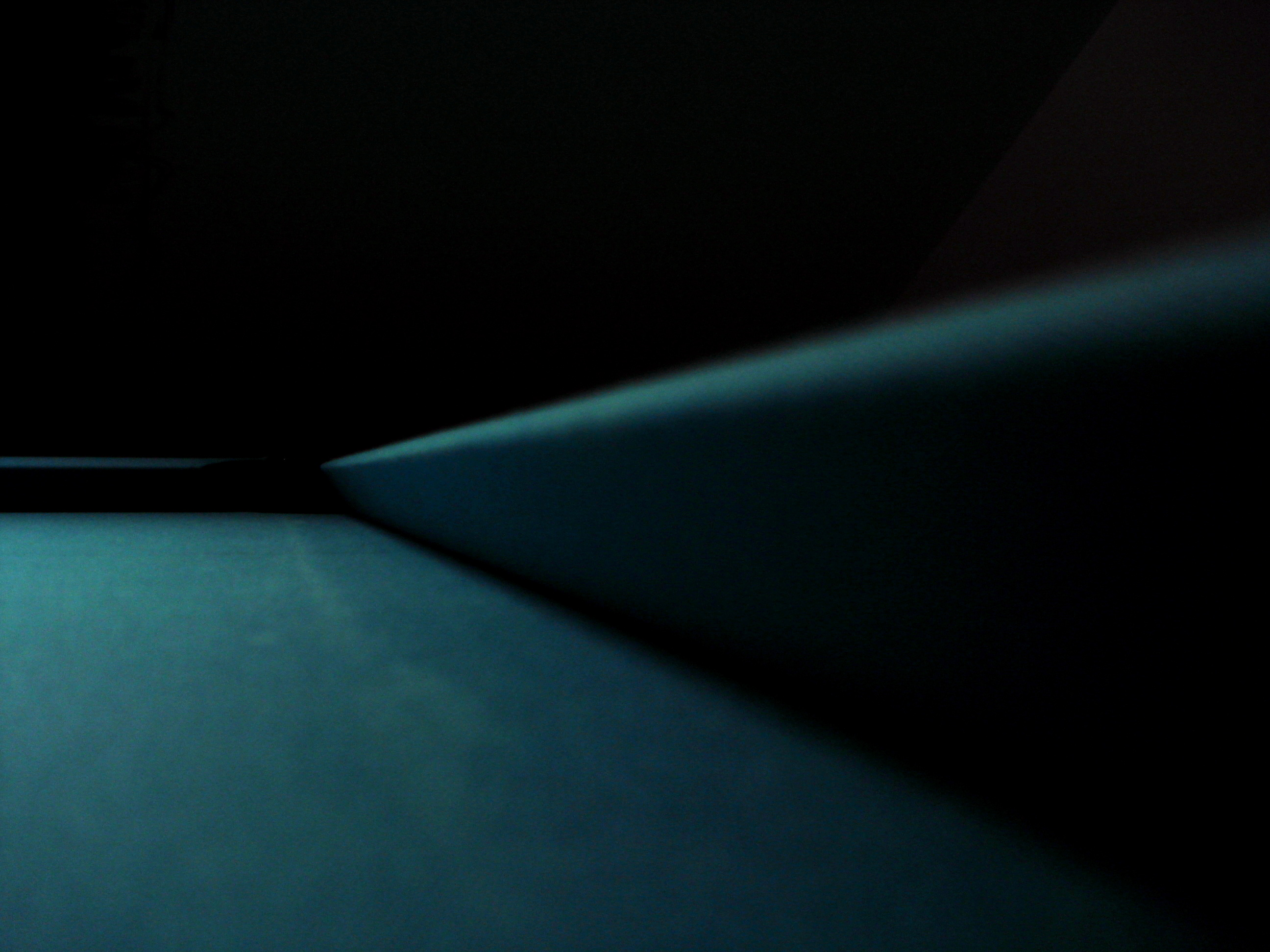
Mit Powderblue-Tuch bezogene Banden eines Poolbillardtisches

Das Billardtuch ist eine Funktionstextilie für Billardtische. Es bestand ursprünglich aus Kammgarn. Seit dem 20. Jahrhundert wird es mit Kunstfasern wie Nylon, Polyester, Teflon oder Trevira verwoben und in verschiedenen Qualitäten und Farben produziert. Das Tuch wird auf dem Billardtisch allseitig verspannt und mittels Sprühkleber geklebt oder festgeheftet.
Bereits 1469 ließ König Ludwig XI. ein Billardtuch auf seinen Billardtisch aufziehen. Die Tücher wurden zunächst handwerklich und seit 1799 von Iwan Simonis und seinem Bruder fabrikmäßig produziert.

## Qualitäten
Gängige Qualitäten sind:
- 90 % Wolle + 10 % Nylon
- 90 % Wolle + 10 % Teflon
- 85 % Wolle + 15 % Nylon
- 70 % Wolle + 30 % Nylon
- 70 % Wolle + 30 % Polyester
- 55 % Wolle + 45 % Polyester
- 45 % Wolle + 55 % Trevira.

Die Entscheidung für eine bestimmte Qualität richtet sich nach der Spielqualität und der Wirtschaftlichkeit. Diese sagt aus, wie lange ein Tuch bespielt werden kann, ohne dass ein spürbarer Verlust an Spielqualität bemerkbar wird.
Bundesligavereine müssen sich über die Betuchung mit der Deutschen Billard-Union abstimmen. Ligavereine dürfen in ihren Ligaspielen die Betuchung ihrer Tische selbst wählen.

## Tuchgrößen
| Tisch | Spielfeldgröße  | (ohne Bande) | (mit Bande) |
| 6 ft  | 180 cm × 090 cm | 210 cm       | 240 cm      |
| 7 ft  | 198 cm × 099 cm | 230 cm       | 290 cm      |
| 8 ft  | 224 cm × 112 cm | 260 cm       | 320 cm      |
| 9 ft  | 254 cm × 127 cm | 290 cm       | 380 cm      |